# Colonia Oficial Nº 3 y 14
Colonia Oficial Nº 3 y 14 é uma junta de governo da província de Entre Ríos, na Argentina.